# Сысолятин, Сергей Викторович
Сергей Викторович Сысолятин (род. 8 июля 1960 года, Приморско-Ахтарск, Краснодарский край, СССР) — российский химик, специалист в области химии азотсодержащих соединений, член-корреспондент РАН (2019).

## Биография
Родился 8 июля 1960 года в г. Приморско-Ахтарске Краснодарского края.
В 1982 году — окончил химический факультет Томского государственного университета, после окончания которого был распределен в Алтайский НИИ химической технологии (сейчас "ФНПЦ «Алтай»).
С 2002 года — заведующий лабораторией и заместитель директора по научной работе, директор Института проблем химико-энергетических технологий СО РАН (с 2006 года).
В 1993 году — защитил кандидатскую, а в 2005 году — докторскую диссертации.
С 1994 года — преподает в Бийском технологическом институте Алтайского государственного технического университета имени И. И. Ползунова.
В 2019 году — избран член-корреспондентом РАН.

## Научная деятельность
Специалист в области химии азотсодержащих соединений.
Автор 134 научных работ из них 38 авторских свидетельств и патентов.
Под его руководством защищено 10 кандидатских диссертаций.

## Награды
- Медаль ордена «За заслуги перед Отечеством» I степени (2024)[2]
- Заслуженный работник науки и высшего образования Алтайского края (4 июня 2020) — за многолетний добросовестный труд и личные заслуги в успешном внедрении и использовании научных разработок и их результатов в высокотехнологичном производстве
- Медаль ордена «За заслуги перед Отечеством» II степени (2011)[3]
- Медаль «300 лет Российскому флоту» (1996)